# La Neuville-aux-Joûtes

La Neuville-aux-Joûtes este o comună în departamentul Ardennes din nordul Franței. În 1 ianuarie 2022 avea o populație de 351 de locuitori.